# Ströms kyrka

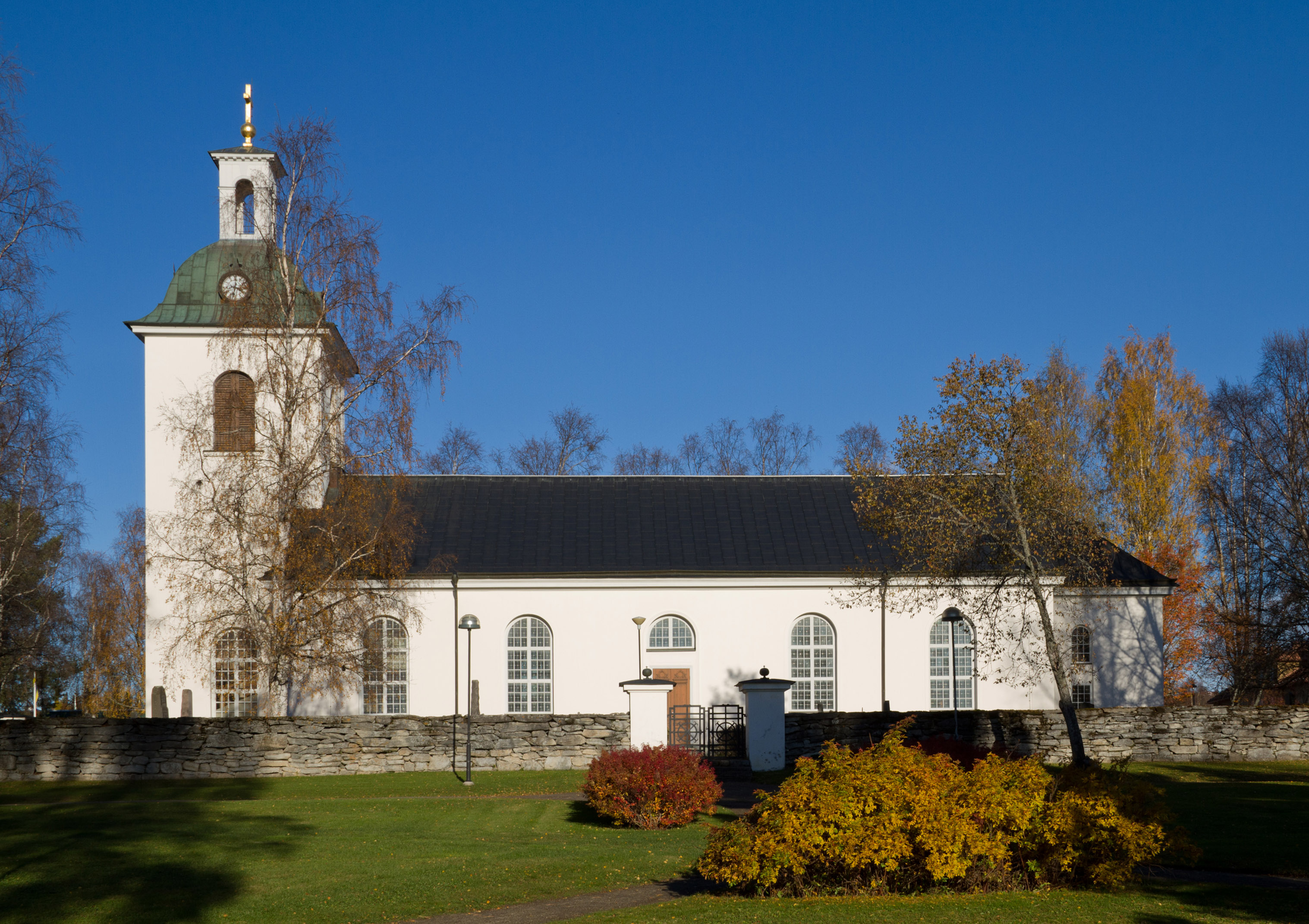
Ströms kyrka och Kyrkparken från söder.

Ströms kyrka är en kyrkobyggnad i Strömsund som är församlingskyrka i Ström-Alanäs församling i Härnösands stift.

## Historia
På grund av Ströms församlings starka befolkningstillväxt under slutet av 1700-talet blev Ströms gamla kyrka, den lilla medeltidskyrkan från början av 1300-talet med yttermåtten 12 x 7 m, helt otillräcklig och vid de stora kyrkhelgerna fick många av församlingsmedlemmarna inte plats.
Redan år 1816 fattade sockenstämman beslut att en ny och större kyrka skulle byggas, och år 1818 fastställdes platsen. Ritningen av kyrkan, med 50 alnars längd och 25 alnars bredd, gjordes av stiftsbyggmästare
Simon Geting från Åbord i Högsjö, och grundläggningen skedde med en högtidlighet år 1823. Därefter avstannade arbetet nästan helt i många år på grund av flera missväxtår och flera andra orsaker.
Först år 1844 upprättades kontrakt med kyrkobyggmästaren Frans Agaton Lindstein i Stockholm som lagt det lägsta anbudet, och byggandet kom igång under våren 1845. Han omarbetade också den gamla ritningen, som stadfästs av konungen redan 1821. Arbetet utfördes enligt den tidens sed på så kallad "gångled", det vill säga att alla arbetsföra män i socknen skulle i tur och ordning kallas för att arbeta på bygget. Snickare vid bygget var Eric Strömstedt och smed Nils Nilsson, båda från Öhn. 
Kyrkan stod nästan färdig i slutet av 1846, och började användas i december samma år. Den invigdes formellt den 5 september 1847 under ledning av 
kontraktsprosten i Lit, Nils Feltström.
Den enda avbildning som finns av den gamla kyrkan, som revs under 1850-talet, är en enkel teckning från 1822 av prästen Nils Johan Ekdahl, populärt kallad "Kalvskinnsprästen" för att han reste runt i landet och köpte upp medeltida pergamentsbrev.

## Exteriör
Kyrkan är arkitektoniskt ett exempel på en tidstypisk så kallad Tegnérlada. Den omges av en stenmur av kalksten från 1939, som ersatte ett tidigare trästaket, och samtidigt sattes huvudgrindarna av smidesjärn upp tillverkade av Johan Holter från byn Strand. En mindre kyrkogård finns också mot söder direkt invid kyrkan.
Kyrkan har huvudingång från väster, en mindre ingång från söder, samt ingång till sakristian från öster.
Ovanför huvudingången finns en minnestavla som berättar om kyrkans tillkomst. 
Kyrkan hade ursprungligen ett tak av falsad järnplåt, som utbyttes mot koppartak 1979. Torntaket fick kopparplåtar redan 1954.
En stor restaurering av hela kyrkan genomfördes 1928 under ledning av arkitekten Anders Ekman från Östersund. Då revs också det bårhus som tidigare fanns vid kyrkomurens nordvästra hörn.
Tornuret, som är en privat donation av Olof Olofsson från byn Tullingsås, sattes upp år 1918.

## Interiör

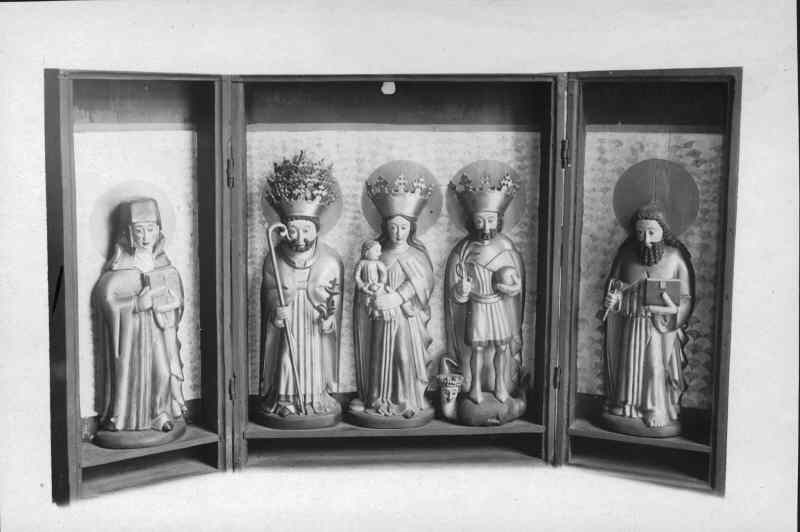
Altarskåpet från slutet av 1400-talet.

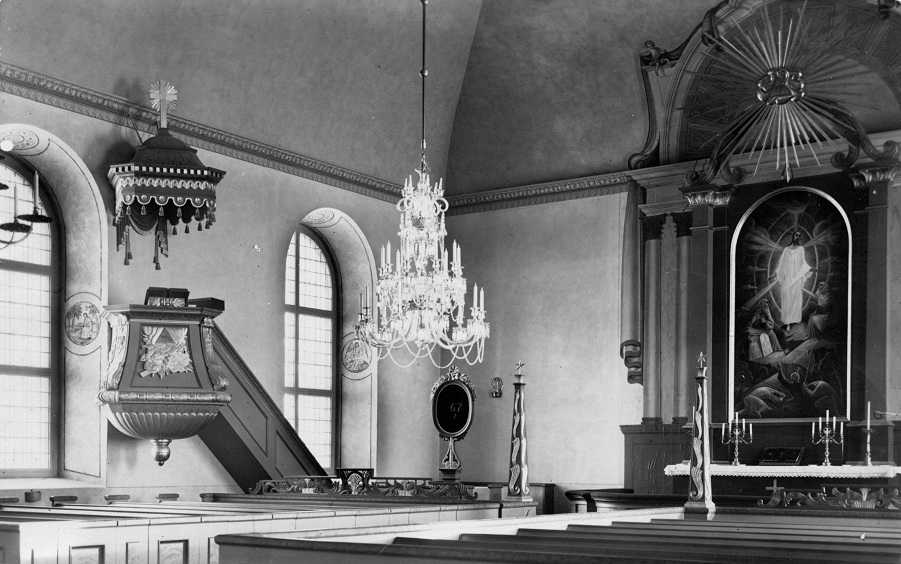
Predikstolen och altartavlan.

I kyrkans södra vägg i en nisch finns ett altarskåp i trä från slutet av 1400-talet, överflyttat från den gamla kyrkan. I skåpet finns följande figurer: Jungfru Maria med Jesusbarnet mellan S:t Gregorius och 
Olav den helige. I dörrarna på varje sida står aposteln Petrus och den heliga Birgitta. Kyrkohistorikerna tror att detta altarskåp är tillverkat av Norrlands främste bildhuggare under medeltiden, Haaken Gulleson från Enånger.
Från den gamla kyrkan finns också en altaruppsats i sen barockstil från 1759, tillverkad av Jon Göransson Westman bördig från Tåsjö. Den består av två pelare med öppet mittparti. I mittpartiet i relief visas Nattvardens instiftande, ovanför finns ett krucifix, och överst en sol med "det allseende ögat". På pelarna finns två keruber och två änglar.
Från den gamla kyrkan finns även en skampall från 1698 samt Karl XII:s bibel.
Altaret, predikstolen, bänkarna, fönsterbågarna, kolonnerna till orgelläktaren, läktarskranket och de två nummertavlorna för psalmerna tillverkades av f d fältjägaren Olof Storm från Solberg i Hammerdal år 1848.
Fyra ljuskronor finns i kyrkan. Den äldsta, med sex ljuspipor, köptes in år 1765 och hänger närmast läktaren. Glaskronan, med 18 ljuspipor, köptes från Tyskland år 1882. Mässingkronan, med 32 ljuspipor, skänktes år 1899. Kronan närmast koret, av mässing och Orreforsglas från Nordiska kompaniet skänktes av Ströms lottakår år 1946. 
Vid 1928 års renovering anlitades den kände jämtlandskonstnären Paul Jonze från Frösön för målningen. Nya bänkar sattes då också in och träpyramiderna, tillverkade av Johan Berg, Strömsund. Altartavlan är målad 1928 av konstnären Bengt Hamrén från Östersund och föreställer Kristi förklaring. Dopfunten, av Gustamarmor från Brunflo, skänktes till kyrkan vid restaureringen 1928.
År 1971 gjordes en ombyggnad och förstoring av vapenhuset. Den västligaste delen av kyrkorummet inkluderades i vapenhuset, och ett förrättningsrum skapades åt söder, samt garderob och toaletter åt norr.

## Klockor
I kyrktornet hänger idag fyra klockor. Den äldsta klockan, från den gamla medeltida kyrkans klockstapel, var den enda i Ström före 1726. Ingen uppgift finns om gjutningsår för denna, men på grund av att den spruckit omgöts den år 1846 av gjutare C.A. Linderberg i Sundsvall och blev lillklocka i den nya kyrkan. Denna klocka flyttades år 1968 till klockstapeln på den nya kyrkogården som klocka vid gravkapellet där. Storklockan kommer också från den gamla kyrkan, och göts år 1726 av Gerhard Meijer, Stockholm. Den blev omgjuten och förstorad av C.A. Linderberg år 1846. Två klockor inköptes av Bergholtz klockgjuteri i Sigtuna 1967. Den minsta klockan sitter högst upp i kyrktornet, och är kopplad till tornuret från 1918 så att en hammare slår kvartsslagen på klockan. Timslagen slås på en av de stora klockorna. År 1944 fick kyrkklockorna elektrisk ringning.

## Orglar
De första åren hade kyrkan ingen orgel, och psalmsången tog upp av 
klockaren, men år 1863 inköptes en orgel av orgelbyggaren Erik Peter Billström i Sundsvall. Denna orgel renoverades av orgelbyggaren Carl Olof Christensson Lindgren från Häggenås 1892. År 1925 installerades en större 20-stämmig orgel från firman Furthwängler & Hammer i Hannover, Tyskland. Denna orgel fick elektriskt driven bälg, och orgeltramparen blev därför överflödig. Den orgel som finns i kyrkan idag installerades år 1973. Den byggdes av Olof Hammarbergs orgelbyggeri i Göteborg och har 26 stämmor fördelade på 2 manualer och pedal. 
Nuvarande kororgel flyttades till kyrkan från det gamla
gravkapellet, när detta revs i början av 1980-talet, och är tillverkad av Robert Gustafsson, Härnösand.